# Сотниковка
Со́тниковка (каз. Сотниковка) — село у складі Бурабайського району Акмолинської області Казахстану. Входить до складу Златопольського сільського округу.
Населення — 75 осіб (2021; 108 у 2009, 152 у 1999, 240 у 1989).
Національний склад станом на 1989 рік:
- росіяни — 100 %.